# 신수항 (배우)
신수항(1987년 8월 25일 ~ )는 대한민국의 배우이다.

## 학력
- 한양대학교 섬유디자인학과 (졸업)

## 이력
2006년 연극배우 첫 데뷔하였다.

## 출연작

### 영화
- 《인천상륙작전》 (2016년) - 강봉포 역
- 《자전차왕 엄복동》 (2019년) - 귀동 역

### 드라마
- 《빛나는 로맨스》 (2013년, MBC)
- 《마녀의 연애》 (2014년, tvN)
- 《당신은 선물》 (2016년, SBS)
- 《식샤를 합시다 3》 (2018년, tvN)

### 뮤직비디오
- 박보람 - 연예할래

### 광고
- 가네진
- 세븐나이츠
- 롯데리아
- 더블 에이
- 한국도박문제관리센터